# Film Legends Museum
Film Legends Museum je řetězec zážitkových filmových muzeí, kde jsou vystaveny sběratelské sochy, figurky, bysty a repliky převážně ze známých hollywoodských filmů. První expozice byla otevřena roku 2015 v Praze-Vysočanech a roku 2016 přemístěna do Poděbrad, následně byly otevřeny pobočné expozice roku 2018 v Praze-Libni, roku 2019 v Kroměříži, 2021 v Kutné Hoře a 2022 v Český Krumlov. V květnu 2023 byla pražská pobočka přestěhována do centra Prahy v ulici Opletalova. Muzeum vzniklo ze soukromé sbírky sběratele Johnnyho Wolfa. Film Legends Museum Czech Republic je doposud největší sbírkou filmové popcultury představené veřejnosti. Počtem 3 000ks v celkem 5 expozicích se řadí mezi největší na světě. V každém z těchto muzeí je k vidění jiná skladba exponátů.

## Historie expozic

### První expozice v Praze
První expozice byla otevřena 10. října 2015 v Praze 9-Vysočanech v průmyslovém areálu na adrese K Žižkovu 97/5. Začínala na počtu 240 exponátů. Kvůli velkému zájmu a nedostatečnému prostoru však byla expozice brzy přestěhována do Poděbrad.

### Expozice v Poděbradech
Pro velký zájem a nutnost větších prostor bylo muzeum z Prahy-Vysočan přemístěno do Poděbrady do dvojice řadových domů na severní straně zdejšího hlavního náměstí (Jiřího náměstí 36/18 a 35/19), kde byla expozice slavnostně otevřena 25. března 2016.
Na ploše cca 400 m² je vystaveno více než 700 exponátů, mezi něž patří sochy, figurky, busty, repliky a dioramata v různých měřítkách. Pop kultura exponáty pocházejí od výrobců jako jsou Sideshow Collectibles, Hot Toys, Elite Creature Collectibles, Hollywood Collectibles Group, CoolProps, Chronicle, Neca, Blitzway, Three Zero, Infinity Studio, Cinemaquette, Queen Studios, Prime1, Enesco a mnohých dalších.

### Druhá expozice v Praze
Nová pobočka muzea v Praze byla zřízena v přízemí a zadní dvorní přízemní přístavbě řadového domu Sokolovská 1207/226 v Praze 9-Libni. Muzeum bylo otevřeno 17. února 2018, mělo rozlohu 900 m² a bylo zde k vidění přes 700  exponátů. V listopadu 2022 byla tato pobočka z technických důvodů přestěhována do nových prostor v centru Prahy, ulice Opletalova.

### Třetí expozice v Kroměříži
Další pobočka byla zřízena v kroměřížské části Kotojedy, v obchodním parteru nového bytového objektu čp. 76, v prostorách bývalého autosalonu. Byla otevřena 21. srpna 2019, její rozloha je 500 m² a je zde umístěno přes 650 exponátů. Hlavním lákadlem je originální hollywoodská skladba striktně limitních exponátů a do projektu se zapojují pop kultura umělci a tvůrci z celého světa.

### Čtvrtá expozice v Kutné Hoře
V Kutná Hora byla 12.02.2021 otevřena čtvrtá pobočka v ulici Šultysova 147 u Morového sloupu se speciálním zaměřením na postavy vetřelce a predátory a SCI-FI postavy. Tato pobočka v centru Kutné Hory je zajímavá také umístěním do historických sklepů budovy, které nebyly dříve po dekády využívány. Je zde komplexní unikátní sbírka AvP postav s odkazem na H.R.Giger. 

### Pátá expozice v Českém Krumlově
Pátá pobočka vznikla v Český Krumlov a provoz byl zahájen 17.06.2022 v ulici Šatlavská 141. Je umístěna do 2 pater historického domu v centru města. 

### Obnovená expozicePraha- centrum
V listopadu 2022 byla uzavřena pobočka v Sokolovské ulici a přestěhována do nových prostor v centru Prahy, ulice Opletalova 4. Byla otevřena 7.4.2023 a těší se velkému zájmu turistů z celého světa i tuzemských návštěvníků.
Mezi hlavní vystavované pop kultura exponáty patří sochy, busty, figurky, repliky a dioramata v nejrůznějším měřítku, především pak 1:6, 1:4, 1:3, 1:2 a v životní velikosti 1:1. Nejčastěji použitými materiály jsou polystone (umělý kámen), resin a sklolaminát, u figurek PVC a další doplňkové materiály jako jsou látka, kov, sklo a jiné. Novým trendem je použití lékařského silikonu pro hyperealistické zpracování postav. 
Společnost provozující museum Media Republic s.r.o. má od 24. května 2017 registrované logo muzea v kombinované textové a grafické podobě jako ochrannou známku pro vyjmenované obory výrobků a činností.

#### Hlavní tematické okruhy
- Komiksy: Batman, Superman, Avengers (komiks), Spider-Man, Iron Man, X-Men, Justice League, Hellboy, Deadpool aj.
- Sci-fi: Star Wars, Strážci Galaxie, Avatar, Vetřelec, Muži v černém, E.T. – Mimozemšťan, Predátor, Terminátor, Transformers, Jurský Park aj.
- Akční: Rambo, Rocky, Robocop,aj.
- Pohádky: kolekce Disney, Ledové království, Toy Story: Příběh hraček, V hlavě, Pocahontas, Sněhurka, Popelka, Šípková Růženka aj.
- Fantasy: Harry Potter, Hobit, Pán prstenů, Luis Royo, Hra o trůny, Barbar Conan, Indiana Jones aj.
- Horor: Noční můra v Elm Street, Friday 13th, Vřískot, SAW aj.

## Galerie

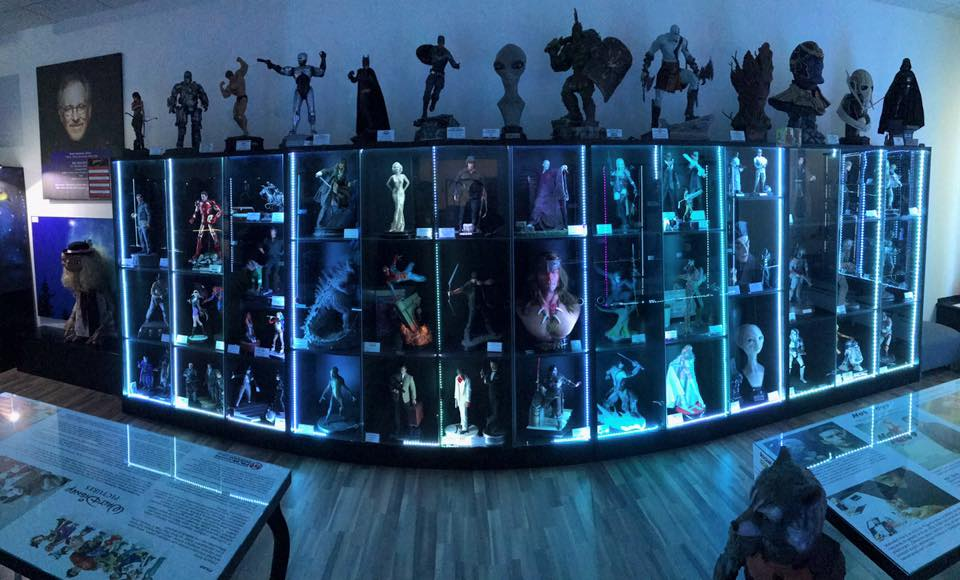
Část expozice Hollywoodského mixu v Poděbradech
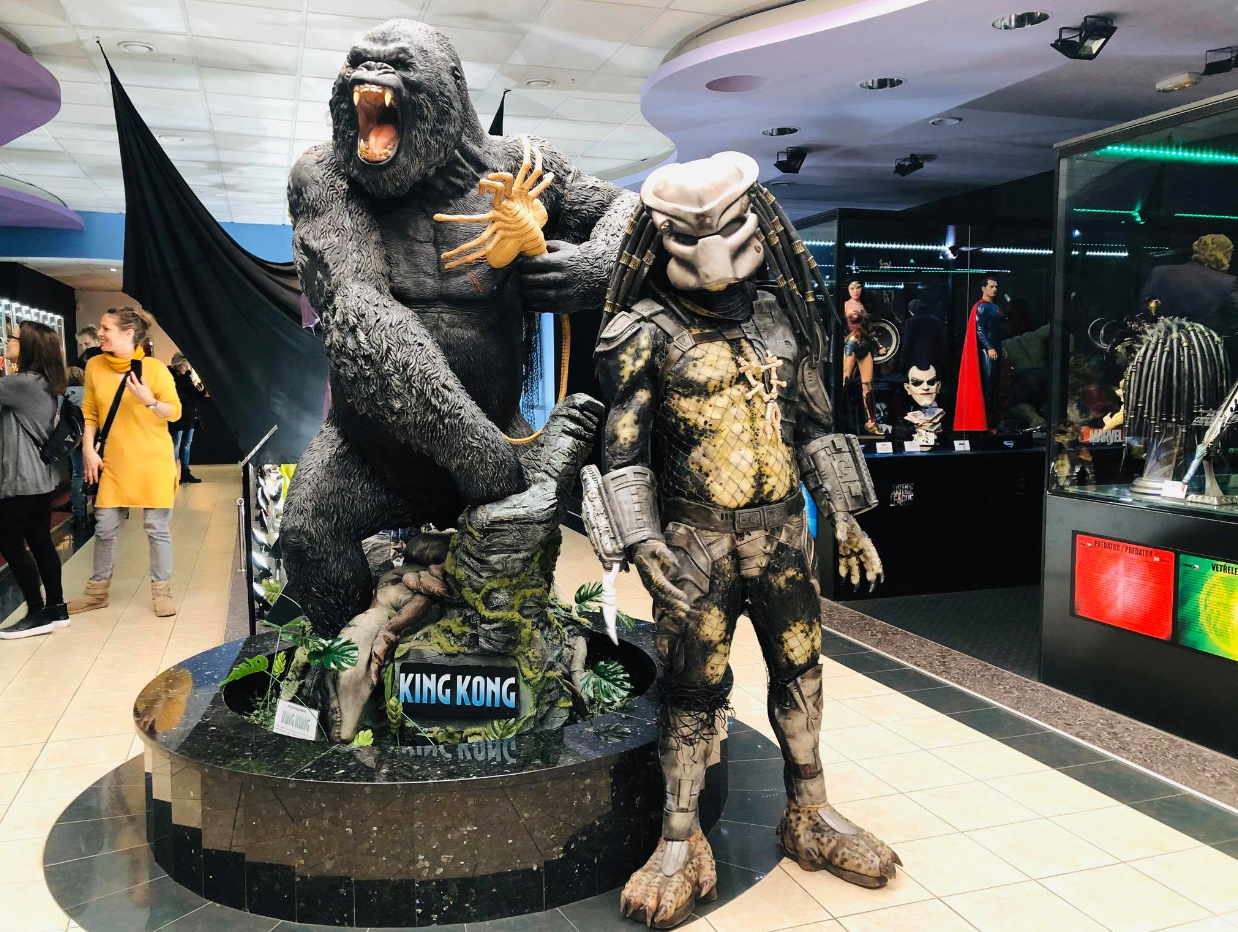
Film Legends Museum v Praze a Johnny Wolf v kostýmu predátora
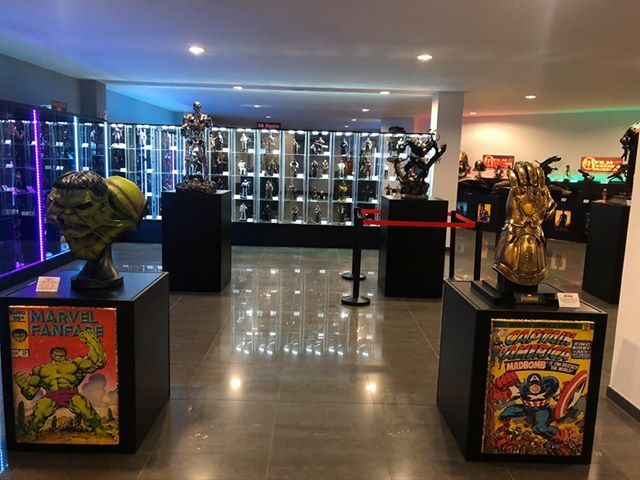
Interiér kroměřížské pobočky